# Emanuele Berrettoni
Emanuele Berrettoni (Roma, 17 maggio 1981) è un ex calciatore italiano, di ruolo attaccante.

## Caratteristiche tecniche
Giocava prevalentemente come trequartista, ma durante la sua carriera grazie all'ottima intelligenza tattica, ha giocato nei ruoli di seconda punta o come ala su entrambe le fasce, dotato di un buon tiro e di una buona fase realizzativa.

## Carriera

### Club
Cresce nelle giovanili della Lazio. Viste le sue prestazioni nella formazione primavera, nella stagione 2000-2001 il tecnico Sven-Göran Eriksson decide di aggregarlo alla prima squadra, dove tuttavia fatica a trovare spazio. Con la maglia biancoceleste esordisce in Serie A oltreché in Champions League, sostituendo al 46' Marcelo Salas, il 7 novembre 2000, nella vittoria in trasferta 1-0 sullo Sparta Praga; nella stessa gara gli subentra al 92', prima del fischio finale, Andrea Luciani. Lo stesso anno raccoglie anche due presenze contro l'Udinese nei quarti di finale di Coppa Italia; nella gara d'andata fa il suo ingresso al 65' rilevando Attilio Lombardo, mentre in quella di ritorno viene invece schierato titolare e sostituito al 55' da Dino Baggio.
Dal 2001 al 2004 gioca in massima serie con la casacca del Perugia. Coi colori biancorossi non riesce a imporsi come titolare, collezionando in totale una trentina di presenze nei campionati, senza mai trovare la rete; nel 2003 ha comunque modo di siglare in casa del Wolfsburg il secondo gol degli umbri nella vittoriosa finale di ritorno della Coppa Intertoto, che porta i grifoni in Coppa UEFA e consegna loro il primo trofeo confederale.
Negli anni successivi milita nelle categorie minori con le maglie di Catania, Crotone, Napoli, SPAL e Grosseto. Nel 2006 passa nel Bassano Virtus. In Veneto disputa quattro stagioni in Serie C2, realizzando in totale 45 reti; la sua miglior annata è quella del 2008-2009, nella quale mette a segno 15 reti in 33 partite. Al termine di quel campionato lascia i giallorossi e passa all'Hellas Verona, con il quale firma un contratto triennale.
La prima stagione passata alla corte scaligera lo vede impiegato quasi sempre come titolare e, nonostante metta a referto solo 3 reti, con le sue prestazioni diventa fondamentale per le manovre offensive dei gialloblù. Nella stagione 2010-2011 l'attaccante s'infortuna dopo poche giornate ed è costretto a rimanere lontano dai campi di gioco per diversi mesi. Il suo ritorno coincide con l'inizio di una rimonta in classifica del Verona, che raggiunge i play-off: qui l'attaccante romano dà il suo contributo soprattutto nella gara di ritorno della semifinale contro il Sorrento, terminata sull'1-1 grazie anche alla sua rete; al termine degli spareggi promozione l'Hellas torna in Serie B, dopo aver eliminato la Salernitana in finale.
Nella stagione calcistica 2012-2013 fa ritorno al Bassano Virtus, con cui nel 2014 vince il campionato di Seconda Divisione nonché la Supercoppa di categoria; in quest'ultima competizione sigla tutte e quattro le reti giallorosse.
In data 29 maggio 2014, l'Ascoli comunica di aver acquisito le prestazioni sportive dell'attaccante Emanuele Berrettoni fino al 30 giugno 2016. Coi bianconeri marchigiani disputa un campionato di Lega Pro (chiuso, dopo il declassamento del Teramo, con la promozione in Serie B) e la prima parte del campionato Serie B 2015-2016.
Il 26 gennaio 2016, si trasferisce a titolo definitivo al Pordenone, firmando un contratto fino a fine stagione con opzione per la successiva.
Al termine della stagione 2018-19, decide di ritirarsi dal calcio giocato.

### Dirigente
Dopo il ritiro entra nella dirigenza del Pordenone come direttore sportivo, ricoprendo il ruolo fino al termine della stagione 2021-22.

### Nazionale
Dal 2001 al 2002, ha fatto parte della nazionale Under-20 italiana con cui ha messo a segno un gol in sei partite disputate.

## Statistiche

### Presenze e reti nei club
| Stagione              | Squadra               | Campionato            | Campionato | Campionato | Coppe nazionali | Coppe nazionali | Coppe nazionali | Coppe continentali | Coppe continentali | Coppe continentali | Altre coppe | Altre coppe | Altre coppe | Totale | Totale |
| Stagione              | Squadra               | Comp                  | Pres       | Reti       | Camp            | Pres            | Reti            | Camp               | Pres               | Reti               | Comp        | Pres        | Reti        | Pres   | Reti   |
| --------------------- | --------------------- | --------------------- | ---------- | ---------- | --------------- | --------------- | --------------- | ------------------ | ------------------ | ------------------ | ----------- | ----------- | ----------- | ------ | ------ |
| 2000-2001             | Lazio                 | A                     | 0          | 0          | CI              | 2               | 0               | UCL                | 1                  | 0                  | SI          | 0           | 0           | 3      | 0      |
| ago.-set. 2001        | Lazio                 | A                     | 1          | 0          | CI              | 0               | 0               | UCL                | 0                  | 0                  | -           | -           | -           | 1      | 0      |
| Totale Lazio          | Totale Lazio          | Totale Lazio          | 1          | 0          |                 | 2               | 0               |                    | 1                  | 0                  |             | -           | -           | 4      | 0      |
| set. 2001-2002        | Perugia               | A                     | 5          | 0          | CI              | 3               | 0               | -                  | -                  | -                  | -           | -           | -           | 8      | 0      |
| 2002-2003             | Perugia               | A                     | 17         | 0          | CI              | 3               | 0               | Int                | 1                  | 1                  | -           | -           | -           | 21     | 1      |
| 2003-gen. 2004        | Perugia               | A                     | 8          | 0          | CI              | 4               | 0               | Int+CU             | 5+3                | 1+0                | -           | -           | -           | 20     | 1      |
| Totale Perugia        | Totale Perugia        | Totale Perugia        | 30         | 0          |                 | 10              | 0               |                    | 9                  | 2                  |             | -           | -           | 49     | 2      |
| gen.-giu. 2004        | Catania               | B                     | 16         | 3          | CI              | 0               | 0               | -                  | -                  | -                  | -           | -           | -           | 16     | 3      |
| ago.-set. 2004        | Crotone               | B                     | 1          | 0          | CI              | 2               | 2               | -                  | -                  | -                  | -           | -           | -           | 3      | 2      |
| set. 2004-gen. 2005   | Napoli                | C1                    | 13         | 0          | CI-C            | 0               | 0               | -                  | -                  | -                  | -           | -           | -           | 13     | 0      |
| gen.-giu. 2005        | SPAL                  | C1                    | 15         | 0          | CI-C            | 0               | 0               | -                  | -                  | -                  | -           | -           | -           | 15     | 0      |
| 2005-gen. 2006        | Grosseto              | C1                    | 11         | 0          | CI+CI-C         | 0+1             | 0               | -                  | -                  | -                  | -           | -           | -           | 12     | 0      |
| gen.-giu. 2006        | Bassano Virtus        | C2                    | 13         | 4          | CI-C            | 0               | 0               | -                  | -                  | -                  | -           | -           | -           | 13     | 4      |
| 2006-2007             | Bassano Virtus        | C2                    | 33+2       | 14         | CI-C            | 0               | 0               | -                  | -                  | -                  | -           | -           | -           | 35     | 14     |
| 2007-2008             | Bassano Virtus        | C2                    | 32+4       | 13+1       | CI-C            | 5               | 2               | -                  | -                  | -                  | -           | -           | -           | 41     | 16     |
| 2008-2009             | Bassano Virtus        | 2D                    | 34+2       | 15         | CI+CI-LP        | 2+1             | 0               | -                  | -                  | -                  | -           | -           | -           | 39     | 15     |
| 2009-2010             | Verona                | 1D                    | 33+4       | 3          | CI+CI-LP        | 3+1             | 2+0             | -                  | -                  | -                  | -           | -           | -           | 41     | 5      |
| 2010-2011             | Verona                | 1D                    | 16+4       | 2+1        | CI+CI-LP        | 2+0             | 0               | -                  | -                  | -                  | -           | -           | -           | 22     | 3      |
| 2011-2012             | Verona                | B                     | 20+2       | 3          | CI              | 3               | 2               | -                  | -                  | -                  | -           | -           | -           | 25     | 5      |
| Totale Verona         | Totale Verona         | Totale Verona         | 69+10      | 8+1        |                 | 9               | 4               |                    | -                  | -                  |             | -           | -           | 88     | 13     |
| 2012-2013             | Bassano Virtus        | 2D                    | 31+2       | 8          | CI-LP           | 0               | 0               | -                  | -                  | -                  | -           | -           | -           | 33     | 8      |
| 2013-2014             | Bassano Virtus        | 2D                    | 33         | 12         | CI-LP           | 1               | 3               | -                  | -                  | -                  | SL-SD       | 2           | 4           | 36     | 19     |
| Totale Bassano Virtus | Totale Bassano Virtus | Totale Bassano Virtus | 176+10     | 66+1       |                 | 9               | 5               |                    | -                  | -                  |             | 2           | 4           | 197    | 76     |
| 2014-2015             | Ascoli                | LP                    | 28         | 6          | CI-LP           | 2               | 1               | -                  | -                  | -                  | -           | -           | -           | 30     | 7      |
| 2015-gen. 2016        | Ascoli                | B                     | 4          | 0          | CI              | 1               | 0               | -                  | -                  | -                  | -           | -           | -           | 5      | 0      |
| Totale Ascoli         | Totale Ascoli         | Totale Ascoli         | 32         | 6          |                 | 3               | 1               |                    | -                  | -                  |             | -           | -           | 35     | 7      |
| gen.-giu. 2016        | Pordenone             | LP                    | 14+3       | 1          | CI+CI-LP        | 0+0             | 0               | -                  | -                  | -                  | -           | -           | -           | 17     | 1      |
| 2016-2017             | Pordenone             | LP                    | 30         | 11         | CI+CI-LP        | 2+0             | 2+0             | -                  | -                  | -                  | -           | -           | -           | 33     | 13     |
| 2017-2018             | Pordenone             | C                     | 15+1       | 1          | CI+CI-C         | 2+0             | 0               | -                  | -                  | -                  | -           | -           | -           | 18     | 1      |
| 2018-2019             | Pordenone             | C                     | 32         | 5          | CI+CI-C         | 2+0             | 0               | -                  | -                  | -                  | SC          | 1           | 0           | 35     | 5      |
| Totale Pordenone      | Totale Pordenone      | Totale Pordenone      | 91+4       | 18         |                 | 6               | 2               |                    | -                  | -                  |             | 1           | 0           | 102    | 20     |
| Totale carriera       | Totale carriera       | Totale carriera       | 455+24     | 103        |                 | 42              | 14              |                    | 10                 | 2                  |             | 3           | 4           | 534    | 123    |

## Palmarès

### Competizioni giovanili
- Campionato Primavera: 1

Lazio: 2000-2001

### Competizioni nazionali
- Supercoppa italiana: 1

Lazio: 2000
- Coppa Italia Serie C: 1

Bassano Virtus: 2007-2008
- Supercoppa di Lega di Seconda Divisione: 1

Bassano Virtus: 2014
- Lega Pro Seconda Divisione: 1

Bassano Virtus: 2013-2014 (girone A)
- Serie C: 1

Pordenone: 2018-2019 (girone B)
- Supercoppa di Serie C: 1

Pordenone: 2019

### Competizioni internazionali
- Coppa Intertoto UEFA: 1

Perugia: 2003